# 51 Baza Rakietowa (Chiny)
51 Baza Rakietowa – związek taktyczno-operacyjny Chińskiej Armii Ludowo-Wyzwoleńczej.

## Charakterystyka
51 Baza Rakietowa, będąca odpowiednikiem rosyjskiej armii rakietowej, rozwinięta jest w północno-wschodniej części Chin w pobliżu granicy z Koreańską Republiką Ludowo-Demokratyczną w Shenyang. Jej zadaniem jest utrzymanie chińskiego potencjału jądrowego w gotowości do użycia, wykonanie kontrataków nuklearnych oraz demonstrowanie polityki odstraszania  na kierunku koreańskim.
W swoim składzie posiada strategiczne i taktyczne środki jądrowe, konwencjonalne siły rakietowe, jednostki łączności, rozpoznania, logistyki i walki elektronicznej.

## Struktura organizacyjna
Baza w swojej strukturze posiada brygady rakietowe oraz bataliony i jednostki zabezpieczenia.
- dowództwo bazy
- 806 Brygada Rakietowa w Hancheng/Shaaxi[a]
- 810 Brygada Rakietowa w Dalian Dengshahe[a]
- 822 Brygada Rakietowa w Laiwu[a]
- 816 Brygada Rakietowa w Tonghua[b]
- brygada rakietowa (U/I Brigade) w Fengrun
- brygada rakietowa (U/I Brigade) w Jingyu